# 억스브리지 사우스라이슬립
억스브리지 사우스라이슬립 (Uxbridge and South Ruislip)는 영국 의회 하원에서 지역을 대표하는 그레이터런던의 선거구이다. 2010년 신설 당시부터 보수당이 확보한 지역구였으나 2024년 총선부터 노동당의 대니 빌스가 지역구 의원을 맡고 있다. 선거관리위원과 비용보전 유형에서는 자치구 선거구로 분류된다.
2015년~2023년 보리스 존슨 전 영국 총리 (2019년~2022년)의 지역구였으며 2015년 첫 총선 당시 10,695표의 우위격차로 당선됐다. 2017년 총선에서 5,034표의 우위격차를 기록하였는데 역대 영국 총리의 선거 결과 중에서는 1924년 이래 가장 적은 격차였다. 하지만 총리 취임 직후인 2019년 영국 총선에서는 7,210표로 격차를 벌려나갔으며, 52.6%의 득표율을 기록하며 지역구 수성에 무난하게 성공하였다.
2016년 영국 유럽연합 탈퇴 국민투표 당시 서민원 도서관이 집계한 통계에 따르면 억스브리지 사우스라이슬립 지역구에서는 탈퇴표가 57.2%로 나왔으며, 《더 옵저버》는 2018년 8월 보도에서 탈퇴 반대표가 51.4%로 집계됐다고 밝혔다.

## 역사
2010년과 2015년 총선에서 보수당이 25%의 큰 격차로 승리하였으며, 이전 선거구인 억스브리지 시절까지 따질 경우 1970년 총선부터 14차례의 선거에서 보수당이 전부 승리하였다. 2015년 총선에서는 보수당이 확보한 331개 지역구 결과 중에서 경합차 순위로는 149위를 기록할 정도로, 별다른 접전 없이 확고한 보수당 지지세를 보였던 지역구였다.
2010년 총선에서는 억스브리지 출신인 존 랜덜 후보가 당선되었으며, 한 정당만을 가정하고 산출한 선회 표심은 전국 평균치보다 0.1% 높았다. 또 신설 선거구였음에도 48.3% 득표율, 11,000표의 우위격차를 벌렸다. 2010년에는 8명, 2015년에는 13명의 후보가 출마하였는데 그 중 3명만 5% 득표율을 기록하여 선거공탁금을 보전받을 수 있었으니, 지역구의 특정 정당 몰표 현상이 어느 수준인지를 엿볼 수 있다.
2014년에는 전 런던 시장이었던 보리스 존슨 후보가 출마하게 되었으며 2015년 총선에서 50.2%의 득표율로 당선되었다. 노동당에게 넘어간 선회표심은 1% 미만이었다. 하지만 2017년 총선에서는 노동당이 무려 13.6%의 득표율 상승을 기록하여, 존슨 후보의 득표율도 소폭 증가했음에도 불구하고 경합차가 5,034표에 불과하였다. 이는 2015년 당시의 표차의 절반 수준이며 억스브리지 지역에서는 2001년 총선 이래 가장 적은 표차였다.

### 2019년 총선
2019년 7월 24일 테리사 메이 총리가 물러나자 보리스 존슨 의원이 영국 총리직에 올랐다. 이로써 지난 2017년 총선에서 존슨 의원이 기록했던 5,034표의 경합차는 역대 영국 총리의 선거결과 중에서 1924년 이래 가장 적은 격차로 기록되었다. 이번 총선의 가장 큰 상대는 노동당의 알리 밀라니 후보였다. 2019년 4월 싱크탱크 기관인 오너드는 억스브리지 사우스라이슬립 지역구를 두고 보수당에게 "취약" (vulnerable) 등급을 매겼으나, 여론조사기관 유고브는 2019년 11월 27일 자료에서 "보수당 관측" (likely Conservative)으로 분류하였다". 같은 날 《인디펜던트》 지는 도박업체 패디 파워에서 밀라니 후보의 당선 가능성이 22.2%로 집계되고 있다고 보도하였다. 결과적으로 존슨 의원은 52.6%의 득표율을 기록, 경합차도 15%로 벌리면서 3선에 성공하였다.
2019년 총선에서는 정치풍자 운동을 하고 있는 두 후보가 이 지역구에 출마해서 화제가 되었는데, 바로 카운트 빈페이스 (존 하비)와 로드 버켓헤드 후보였다. 존 하비는 원래 로드 버켓헤드 (Lord Buckethead)란 가명으로 출마하려고 했다. 로드 버켓헤드는 1984년 SF 영화 《그렘로이드》 (Gremloids)의 등장인물로, 이전 총선에서도 몇몇 후보가 해당 이름으로 출마하기도 했다. 하지만 《그렘로이드》의 제작자 토드 더럼의 캐릭터 저작권 행사로 해당 이름으로 출마할 수 없게 되면서 존 하비는 '카운트 빈페이스'란 이름으로 출마하였고, 대신에 공식 괴수 발광 괴짜당 후보가 '로드 버켓헤드'란 이름을 빼앗아 쓰게 되었다. 12월 6일 공식괴수발광괴짜당의 로드 버켓헤드 후보가 노동당의 알리 밀라니 후보를 지지하라는 성명을 냈다. 이와 더불어 무득표를 목표로 출마한 윌리엄 토빈 후보도 화제가 되었다. 외국에서 15년간 거주한 그는 선거에는 참여할 수 없었으나 선거 출마는 가능했던, 영국 정치의 실정을 꼬집기 위해 줄마하였으며, 재외국민은 물론 16~17세 청소년과 영국에 거주하는 외국인의 선거권 박탈에 대한 경각심을 일깨우고 싶다고 밝혔다. 선거 결과 토빈 후보는 총 5표를 득표하였다.

### 2020년대
2023년 6월 9일 파티게이트의 여파로 보리스 존슨이 총리직과 의원직을 동시 사임하면서 재보궐선거가 치러지게 되었다. 정식 의원직 사퇴는 2023년 6월 12일에, 선거는 2023년 7월 20일에 치러졌다. 재보궐선거에서는 보수당의 스티브 터크웰 후보가 당선되며 수성에 성공하였으나 보수당의 득표율은 지난 총선의 52.6%에서 45.2%로 감소하였다.
2024년 7월 4일 치러진 영국 총선에서는 보수당의 스티브 터크웰 현 의원, 노동당의 대니 빌스 후보, 개혁영국당의 팀 휠러 후보, 자유민주당의 이언 렉스호크스 후보가 출마하였다. 노동당의 전국적인 압승 분위기에 따라 대니 빌스가 첫 노동당 지역구 의원으로 당선되었다.

## 경계
1885년 지역구개편법 제정으로 신설된 억스브리지 지역구의 명맥을 잇는 선거구이며, 1950년 억스브리지 지역구에서 분할되어 나온 라이슬립노스우드와 헤이스 할링턴 지역구의 일부가 다시 합쳐지면서 만들어졌다. 1950년 개편 당시에는 1918년 국민대표법 제정 이래 증가한 지역구 인구추세를 반영하였다.
2010년 영국 총선을 앞두고 제5차 웨스트민스터 선거구 정기심의가 승인됨에 따라 신설되긴 했으나, 이크넘과 웨스트루이슬립 일부 지역은 함께 신설된 루이슬립 노스우드 피너로 넘어갔다. 기본적으로 옛 억스브리지 지역구나 다름없지만 다음과 같은 선거지역이 새로 편입되었다.
- 캐번디시, 사우스라이슬립, 메이너[19]

결과적으로 억스브리지 사우스라이슬립은 다음과 같은 선거지역으로 구성된다.
- 그레이터런던 힐링던구 브루넬, 캐번디시, 힐링던이스트, 메이너, 사우스라이슬립, 억스브리지노스, 억스브리지사우스, 유슬리

2018년 잉글랜드 구획위원회는 제6차 정기심의에서 현행 지역구를 '힐링던 억스브리지'로 개편하는 방안을 권고하였다. 실현될 경우 신설 지역구는 다음과 같이 구성된다.
- 그레이터런던 힐링던구의 브루넬, 헤어필드, 힐링던이스트, 이크넘, 사우스라이슬립, 억스브리지노스, 억스브리지사우스, 얼링구의 노솔트맨데빌, 노솔트웨스트엔드[20][21]

### 현행

현행 관할구역에 따른 지역구 경계

2023년 웨스트민스터 선거구 정기심의 결과에 따라 2024년 영국 총선부터 새로운 관할구역으로 개편되어 적용되었다. 이로써 관할하게 된 런던 힐링던구의 워드는 다음과 같다.
- 콜햄 콜리, 힐링던웨스트, 이크넘 사우스헤어필드, 루이슬립메이너, 사우스루이슬립, 억스브리지, 유슬리[22]

## 지역 정보
그레이터런던의 외곽 지역에 해당되는 아우터런던의 통근지역에 속해 있으며, 런던 지하철역이 들어서 있고 콜른밸리 지역공원 같은 녹지대도 조성되어 있다. 인근의 헤이스나 서부 근교지역은 6~70년대 브루탈리즘 양식의 아파트 단지가 즐비하지만 이 일대는 그런 해당사항 없이 널찍한 거주환경을 보인다. 빌딩이 가장 밀집한 지역은 옛 억스브리지 시내로, 다민족 거주지역이자 번화가를 이루고 있으며 런던 브루넬 대학교 외곽 지역까지 이어진다. 대부분의 선거지역은 보수당 우세 지역이지만 억스브리지사우스는 노동당으로 표심이 바뀌어 노동당 구의원을 배출하고 있다. 2012년 11월 더 가디언이 집계한 지역 실업률와 구직률은 전국평균치인 3.8%보다 낮은 2.6%를 기록하였다.
2016년 영국 유럽연합 탈퇴 국민투표 당시, 서민원 도서관 통계 기준으로 탈퇴 찬성은 57.2%가 나왔다. 2018년 8월 유고브 여론조사의 포컬데이터 분석 결과, 탈퇴 반대 의견이 기존의 43.6%에서 51.4%로 상향 조정된 것으로 드러났다. 지역구 의원인 보리스 존슨은 대표적인 반유럽주의자로서 2016년 국민투표 운동기간 당시 탈퇴 찬성 운동의 핵심인물로 활동했었다.

## 역대 국회의원
| 선거 | 선거          | 의원          | 정당   | 비고                                                                         |
| ---- | ------------- | ------------- | ------ | ---------------------------------------------------------------------------- |
|      | 2010년        | 존 랜덜       | 보수당 | 국고경리감 (2010–2013)                                                       |
|      | 2015년        | 보리스 존슨   | 보수당 | 런던 시장 (2008–2016) 외무영연방장관 (2016–2018) 총리, 보수당 대표 (2019년~) |
|      | 2023년 재보궐 | 스티브 터크웰 | 보수당 |                                                                              |
|      | 2024년        | 대니 빌스     | 보수당 |                                                                              |

## 역대 선거 결과

### 2020년대
|  | 36.2% |

|  | 34.9% |

|  | 14.4% |

|  | 9.5% |

|  | 3.8% |

|  | 0.5% |

|  | 0.4% |

|  | 0.4% |

| 2019년 총선 가상 결과 | 2019년 총선 가상 결과 | 2019년 총선 가상 결과 | 2019년 총선 가상 결과 |
| 정당                  | 정당                  | 득표                  | %                     |
| --------------------- | --------------------- | --------------------- | --------------------- |
|                       | 보수당                | 26,712                | 52.6                  |
|                       | 노동당                | 18,773                | 37.0                  |
|                       | 자유민주당            | 3,371                 | 6.6                   |
|                       | 녹색당                | 1,347                 | 2.7                   |
|                       | 기타                  | 579                   | 1.2                   |
|                       |                       |                       |                       |
| 투표수                | 투표수                | 50,782                | 67.7                  |
| 유권자                | 유권자                | 75,042                |                       |

|  | 45.2% |

|  | 43.6% |

|  | 2.9% |

|  | 2.3% |

|  | 1.7% |

|  | 0.8% |

|  | 0.7% |

|  | 0.6% |

|  | 0.6% |

|  | 0.3% |

|  | 0.3% |

|  | 0.3% |

|  | 0.3% |

|  | 0.2% |

|  | 0.2% |

|  | 0.1% |

|  | 0.0% |

### 2010년대
|  | 52.6% |

|  | 37.6% |

|  | 6.3% |

|  | 2.2% |

|  | 0.6% |

|  | 0.3% |

|  | 0.1% |

|  | 0.1% |

|  | 0.0% |

|  | 0.0% |

|  | 0.0% |

|  | 0.0% |

|  | 50.8% |

|  | 40.0% |

|  | 3.9% |

|  | 3.4% |

|  | 1.9% |

|  | 50.2% |

|  | 26.4% |

|  | 14.2% |

|  | 4.9% |

|  | 3.2% |

|  | 0.4% |

|  | 0.2% |

|  | 0.2% |

|  | 0.1% |

|  | 0.1% |

|  | 0.1% |

|  | 0.0% |

|  | 0.0% |

|  | 48.3% |

|  | 23.4% |

|  | 20.0% |

|  | 3.1% |

|  | 2.7% |

|  | 1.1% |

|  | 0.9% |

|  | 0.6% |

출처: BBC News
* 2005년~2010년 지역구 국회의원

## 같이 보기
- 그레이터런던의 의회 선거구

### 참조주
1. ↑  “Electorate Figures – Boundary Commission for England”. 《2011 Electorate Figures》. Boundary Commission for England. 2011년 3월 4일. 2010년 11월 6일에 원본 문서에서 보존된 문서. 2011년 3월 13일에 확인함.
2. 1 2  Townsend, Mark (2019년 11월 17일). “The view from Uxbridge: young voters battle to oust Johnson from his own seat”. 《The Observer》. ISSN 0029-7712. 2019년 11월 17일에 확인함 – www.theguardian.com 경유.
3. ↑  List of Conservative MPs elected in 2015 by % majority 보관됨 2018-10-23 - 웨이백 머신 UK Political.info. Retrieved 29 January 2017
4. ↑  Mason, Rowena (2019년 7월 24일). “Boris Johnson becomes PM with promise of Brexit by 31 October”. 《The Guardian》 (영어). 2019년 7월 27일에 확인함.
5. ↑  Chakelian, Anoosh (2019년 7월 24일). “Meet Ali Milani, the millennial who could unseat Boris Johnson in Uxbridge”. 《New Statesman》. 2019년 11월 10일에 확인함.
6. ↑  Timsit, Annabelle (2019년 12월 2일). “"I don't think he's got a hope in hell": A 25-year-old's quest to oust Boris Johnson”. 《Quartz》. 2019년 12월 2일에 확인함.
7. ↑  Moore, James (2019년 11월 27일). “The bookies now think there's a higher chance that Boris Johnson could lose his seat – here's why”. 《The Independent》. 2019년 12월 1일에 확인함.
8. ↑  Cockburn, Harry (2019년 11월 15일). “Count Binface: Former Lord Buckethead takes aim at election rival who took his name as he bids to unseat Boris Johnson”. 《The Independent》. 2019년 12월 1일에 확인함.
9. ↑  Morrison, Sean (2019년 11월 15일). “Man behind Lord Buckethead to run in Boris Johnson's constituency under new alias... Binface”. 《Evening Standard》. 2019년 12월 1일에 확인함.
10. ↑  LordBuckethead (2019년 12월 6일). “HUMANS OF EARTH, HEED MY PARTY POLITICAL BROADCAST! [...]” (트윗).
11. ↑  Adams, Tim (2019년 12월 7일). “The gloves are off in Uxbridge, but Johnson is nowhere to be found”. 《The Guardian》. 2019년 12월 7일에 확인함.
12. ↑  “Don't vote for me, says Boris Johnson's election rival”. 《Ealing Times》. 2019년 11월 29일. 2019년 12월 2일에 확인함.
13. ↑  Rowland, Oliver (2019년 11월 15일). “Briton in France stands against Boris Johnson”. 《The Connexion》. 2019년 12월 7일에 원본 문서에서 보존된 문서. 2019년 12월 2일에 확인함.
14. ↑  “Boris Johnson stands down as MP with immediate effect”. 《Sky News》 (영어). 2023년 6월 12일에 확인함.
15. ↑  “Boris Johnson formally steps down as MP | Boris Johnson | The Guardian”. 《amp.theguardian.com》. 2023년 6월 12일. 2023년 6월 12일에 확인함.
16. ↑  Salisbury, Josh (2023년 6월 15일). “By-election date confirmed for Boris Johnson's London constituency”. 《Evening Standard》 (영어). 2023년 6월 15일에 확인함.
17. ↑  “Uxbridge & South Ruislip Labour Party”. 《Uxbridge & South Ruislip Labour Party》.
18. ↑  “You Deserve Better”. 《You Deserve Better》.
19. ↑  “Uxbridge and South Ruislip”. 《UK Polling Report》. 2011년 2월 17일에 원본 문서에서 보존된 문서. 2011년 4월 21일에 확인함.
20. ↑  “Hillingdon and Uxbridge” (PDF). 2016년 9월 14일에 확인함.[깨진 링크]
21. ↑  “Hillingdon and Uxbridge”. 2016년 9월 14일에 확인함.
22. ↑  “The Parliamentary Constituencies Order 2023”. Schedule 1 Part 3 London region.
23. ↑  Unemployment claimants by constituency The Guardian
24. ↑  Dempsey, Noel (2017년 2월 6일). “Brexit: votes by constituency”. House of Commons Library. 2018년 7월 10일에 원본 문서에서 보존된 문서. 2019년 12월 1일에 확인함.
25. ↑  Savage, Michael (2018년 8월 11일). “More than 100 seats that backed Brexit now want to remain in EU”. 《The Observer》.
26. ↑  “Statement of Person Nominated and Notice of Poll” (PDF). Hillingdon Council. 2024년 6월 7일.
27. ↑  “Notional results for a UK general election on 12 December 2019”. 《Rallings & Thrasher, Professor David Denver (Scotland), Nicholas Whyte (NI) for Sky News, PA, BBC News and ITV News》. UK Parliament. 2024년 7월 11일에 확인함.
28. ↑  “Commons Briefing Paper 9225. By-elections in the 2019 Parliament” (PDF). London: House of Commons Library. 2023년 10월 20일. 2023년 12월 3일에 확인함.
29. 1 2  “Uxbridge & Ruislip South parliamentary constituency”. 《BBC News》.
30. ↑  “Commons Briefing Paper 8749. General Election 2019: results and analysis” (PDF). London: House of Commons Library. 2020년 1월 28일. 2021년 11월 18일에 원본 문서 (PDF)에서 보존된 문서. 2022년 1월 19일에 확인함.
31. 1 2 3  무소속 후보로서 후보 설명란을 공란으로 기입하였다. “Statement of Persons Nominated” (PDF). 《London Borough of Hillingdon》. 2019년 11월 15일에 원본 문서 (PDF)에서 보존된 문서. 2019년 11월 14일에 확인함.
32. ↑  “I'm Standing!” (PDF). April 2020. 2021년 5월 16일에 확인함.
33. ↑  “Commons Briefing Paper 7979. General Election 2017: results and analysis” (PDF) Seco판. House of Commons Library. 2019년 1월 29일. 2019년 11월 12일에 원본 문서 (PDF)에서 보존된 문서.
34. ↑  “Election Data 2015”. Electoral Calculus. 2015년 10월 17일에 원본 문서에서 보존된 문서. 2015년 10월 17일에 확인함.
35. ↑  “London Borough of Hillingdon – Uxbridge and South Ruislip constituency results 2015”. Government of the United Kingdom. 2017년 9월 5일에 원본 문서에서 보존된 문서. 2018년 4월 22일에 확인함.
36. ↑  “Uxbridge & Ruislip South parliamentary constituency – Election 2015 – BBC News”. BBC.
37. ↑  “VOTE FOR CHRIS SUMMERS”. 《VOTE FOR CHRIS SUMMERS》.
38. ↑  “Your Green candidates for May 2015”. 《London Green Party》. 2015년 1월 8일에 원본 문서에서 보존된 문서. 2015년 2월 25일에 확인함.
39. ↑  “TUSC parliamentary candidates in May 2015” (PDF). 《Tusc.org》. 2017년 6월 13일에 확인함.
40. 1 2 3 4 5 6  White, Lloyd (2015년 4월 9일). “Statement of persons nominated and notice of poll. Election of a Member of Parliament for Uxbridge & South Ruislip Constituency”. Hillingdon London Borough Council. 2015년 4월 18일에 원본 문서에서 보존된 문서. 2015년 4월 10일에 확인함.
41. ↑  “Monster Raving Loony's Howling Laud Hope's career”. BBC. 2014년 11월 27일.
42. ↑  “Election Data 2010”. Electoral Calculus. 2013년 7월 26일에 원본 문서에서 보존된 문서. 2015년 10월 17일에 확인함.
43. ↑  “Election 2010: Uxbridge & South Ruislip”. 《BBC News》. 2011년 4월 21일에 확인함.

| 영국 의회       | 영국 의회                        | 영국 의회             |
| --------------- | -------------------------------- | --------------------- |
| 이전 메이든헤드 | 영국 총리의 지역구 2019년~2022년 | 이후 사우스웨스트노퍽 |